# Kangchenjunga
Kangchenjunga (tiếng Nepal: कञ्चनजङ्घा Kanchanjaŋghā), (tiếng Limbu: Sewalungma (सेवालुन्ग्मा)), hay Can Thành Chương Gia (干城章嘉) là ngọn núi cao thứ ba trên thế giới (sau đỉnh Everest và K2), với độ cao 8.586 mét (28.169 foot). Kangchenjunga dịch nghĩa là "Năm Kho Báu của tuyết", vì nó có năm đỉnh núi, bốn trong số đó có độ cao trên 8.450 mét. Các bảo vật đại diện cho năm kho của Thiên Chúa, đó là vàng, bạc, đá quý, hạt ngũ cốc, và sách thánh. Kangchenjunga được gọi là Sewalungma trong ngôn ngữ Limbu địa phương, dịch là 'núi mà chúng tôi gửi lời chúc mừng cho'. Kanchenjunga hoặc Sewalungma được xem là thiêng liêng trong tôn giáo Kirant.
Ba trong số năm đỉnh (chính, trung tâm và phía nam) toạ lạc trên biên giới của huyện Sikkim, Ấn Độ và huyện Taplejung của Nepal, trong khi hai đỉnh khác lại nằm hoàn toàn trong huyện Taplejung. Phía Nepal có dự án bảo tồn Kangchenjunga điều hành bởi Quỹ Động vật Hoang dã Thế giới, cùng với Chính phủ Nepal. Khu vực bảo tồn này có gấu trúc đỏ và động vật sống trên núi khác, các loài chim và thực vật. Kangchenjunga phía Ấn Độ cũng có một khu vực vườn quốc gia bảo vệ gọi là vườn quốc gia Khangchendzonga.